# 512 Taurinensis
Az 512 Taurinensis egy a Naprendszer kisbolygói közül, amit Max Wolf fedezett fel 1903. június 23-án.